# Nadia Hațegan
Nadia Hațegan est une gymnaste artistique roumaine, née le 13 août 1979 à Mediaș.
Durant sa courte carrière, elle a notamment été deux fois championne du monde par équipes, en 1994 et 1995.

## Biographie
En 1995, elle est distinguée comme citoyenne d'honneur de sa ville natale, Mediaș.

## Palmarès

### Championnats du monde
- Dortmund 1994
  -  médaille d'or au concours général par équipes

- Sabae 1995
  -  médaille d'or au concours général par équipes